# Benthana picta
Benthana picta là một loài chân đều trong họ Philosciidae. Loài này được Brandt miêu tả khoa học năm 1833.